# 장닝구

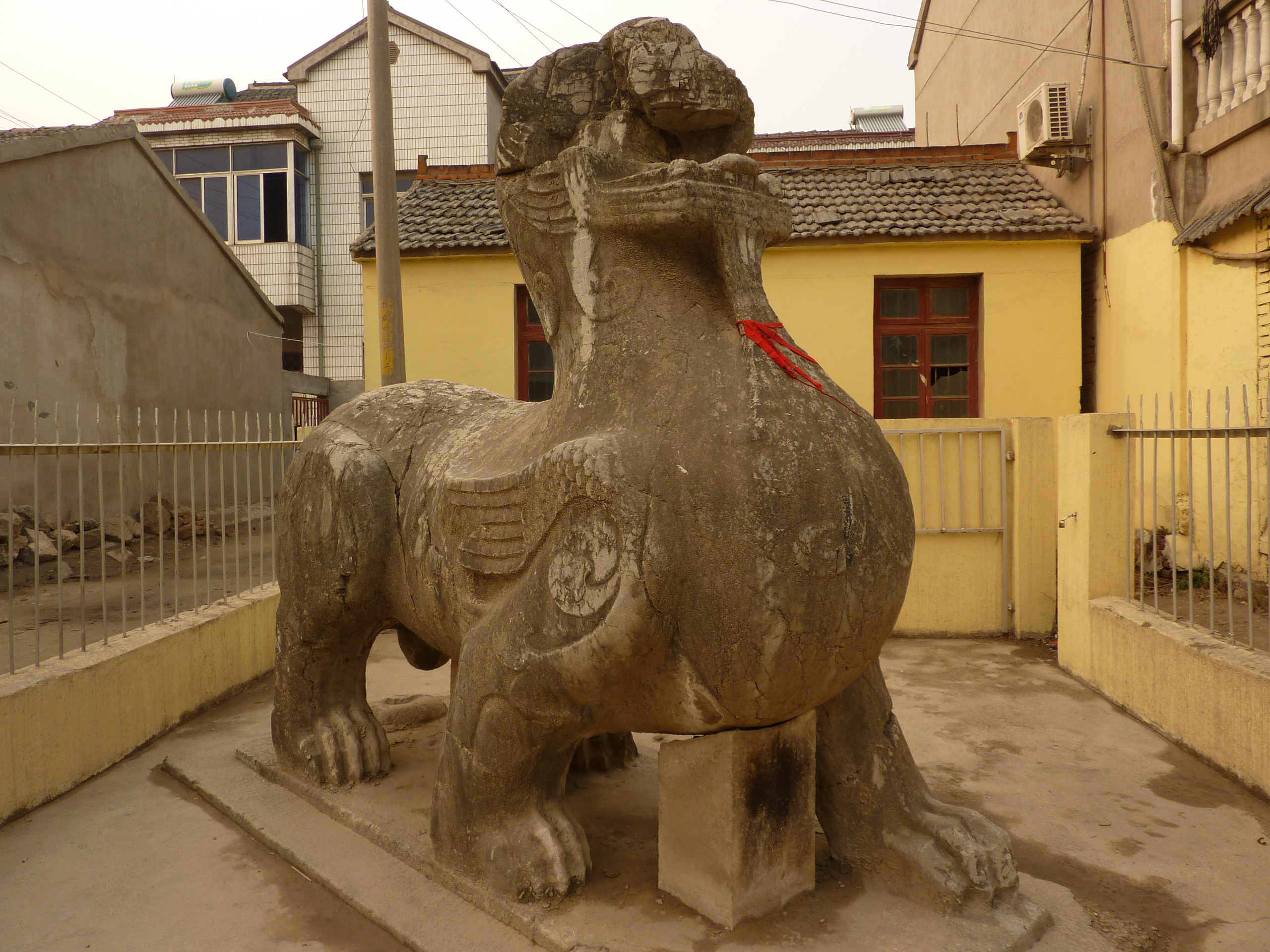

장닝구(한국어: 강녕구, 중국어: 江宁区, 병음: Jiāngníng Qū)는 중화인민공화국 장쑤성 난징시의 행정구역이다. 넓이는 1573km2이고, 인구는 2007년 기준으로 880,000명이다.

## 장닝 개발구
장닝 개발구가 구내에 위치한다. 1997년 2월 2일에 국가급 첨단 신기술 산업 개발구로 승인받았다. 2001년 7월에 구역은 ISO14001 환경 관리 시스템 자격증을 획득했다. 2002년 7월에는 장쑤 성의 전자와 정보 산업의 기반이라는 직함을 얻었다.

## 행정 구역
9개 가도를 관할한다.
- 가도: 東山街道(동산가도, 둥산 가도), 秣陵街道(말릉가도, 모링 가도), 湯山街道(탕산가도, 탕산 가도), 淳化街道(순화가도, 추언화 가도), 祿口街道(녹구가도, 루커우 가도), 江寧街道(강녕가도, 장닝 가도), 谷里街道(곡리가도, 구리 가도), 湖熟街道(호숙가도, 후수 가도), 橫溪街道(횡계가도, 헝시 가도), 麒麟街道(기린가도, 치린 가도).